# Робиланте
Робиланте (итал. Robilante) је насеље у Италији у округу Кунео, региону Пијемонт.
Према процени из 2011. у насељу је живело 1957 становника. Насеље се налази на надморској висини од 682 м.

## Становништво
Према резултатима пописа становништва 2011. у општини је живело 2.424 становника.
| 1931. | 1936. | 1951. | 1961. | 1971. | 1981. | 1991. | 2001. | 2011. |
| ----- | ----- | ----- | ----- | ----- | ----- | ----- | ----- | ----- |
| 2.537 | 2.429 | 2.326 | 2.155 | 2.182 | 2.269 | 2.250 | 2.316 | 2.424 |